# Merník
Merník é um município da Eslováquia, situado no distrito de Vranov nad Topľou, na região de Prešov. Tem 11,59 km² de área e sua população em 2018 foi estimada em 601 habitantes.

## Demografia
| Ano:        | 1994 | 2004   | 2014   | 2024   |
| ----------- | ---- | ------ | ------ | ------ |
| Broj ljudi: | 651  | 628    | 607    | 584    |
| Razlika:    |      | -3,53% | -3,34% | -3,78% |

| Ano:               | 2023 | 2024   |
| ------------------ | ---- | ------ |
| Número de pessoas: | 588  | 584    |
| Diferença:         |      | -0,68% |